# Chelonoidis carbonaria
Chelonoidis carbonaria là một loài rùa trong họ Testudinidae. Loài này được Spix mô tả khoa học đầu tiên năm 1824.

## Hình ảnh

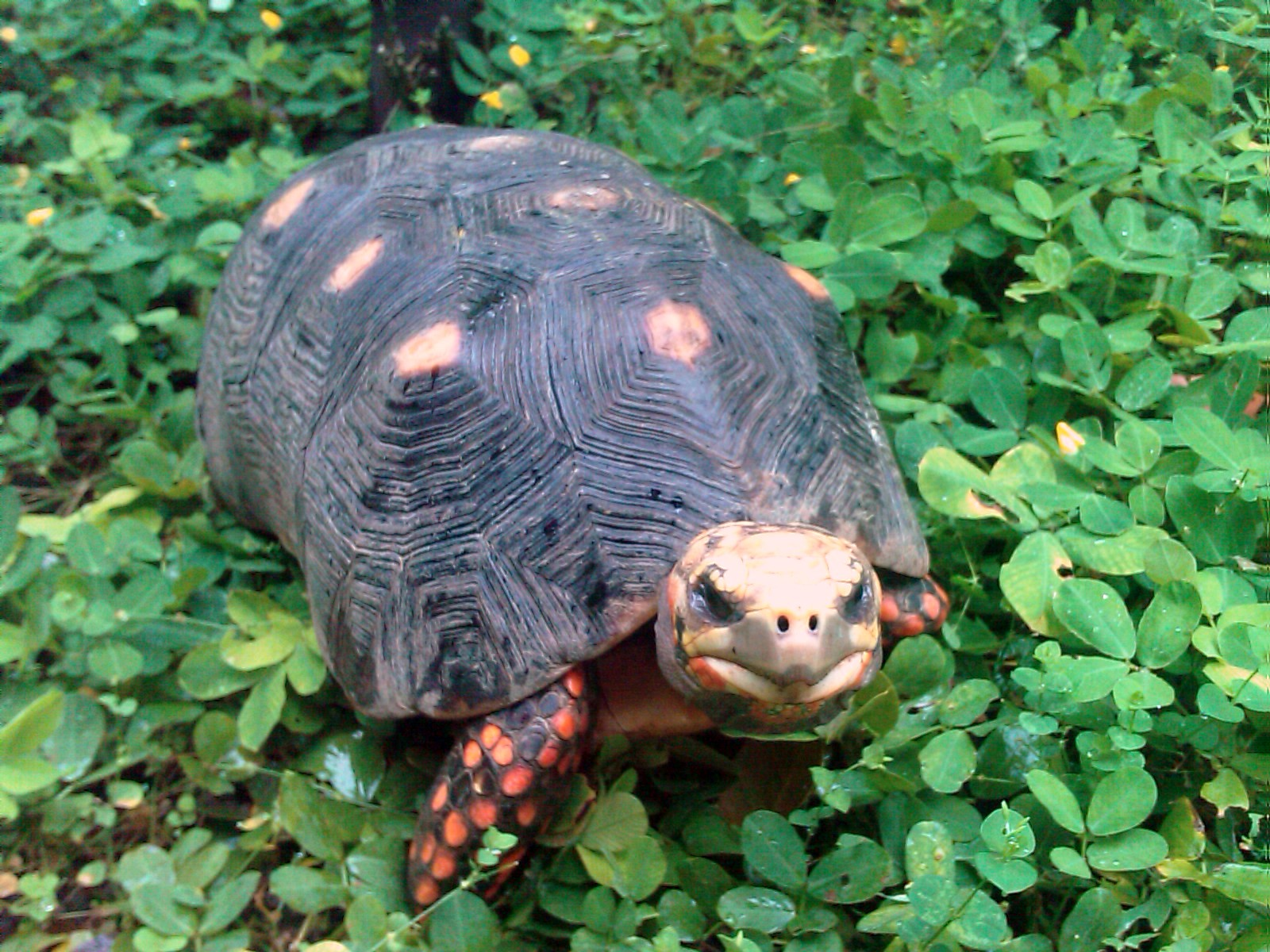
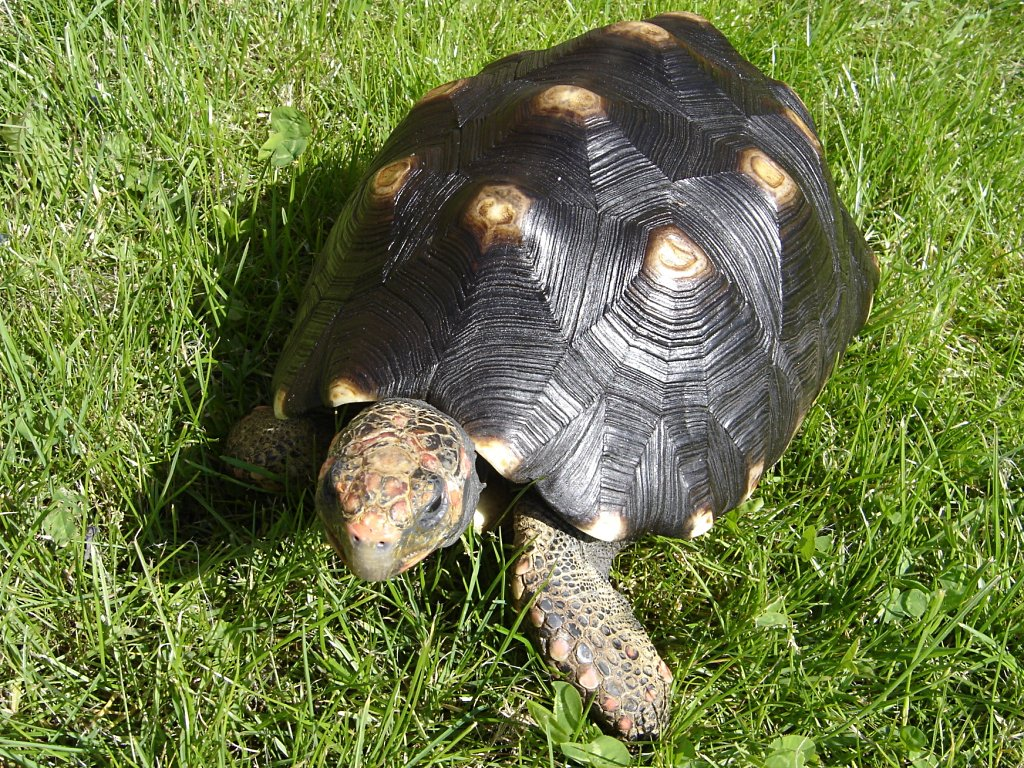
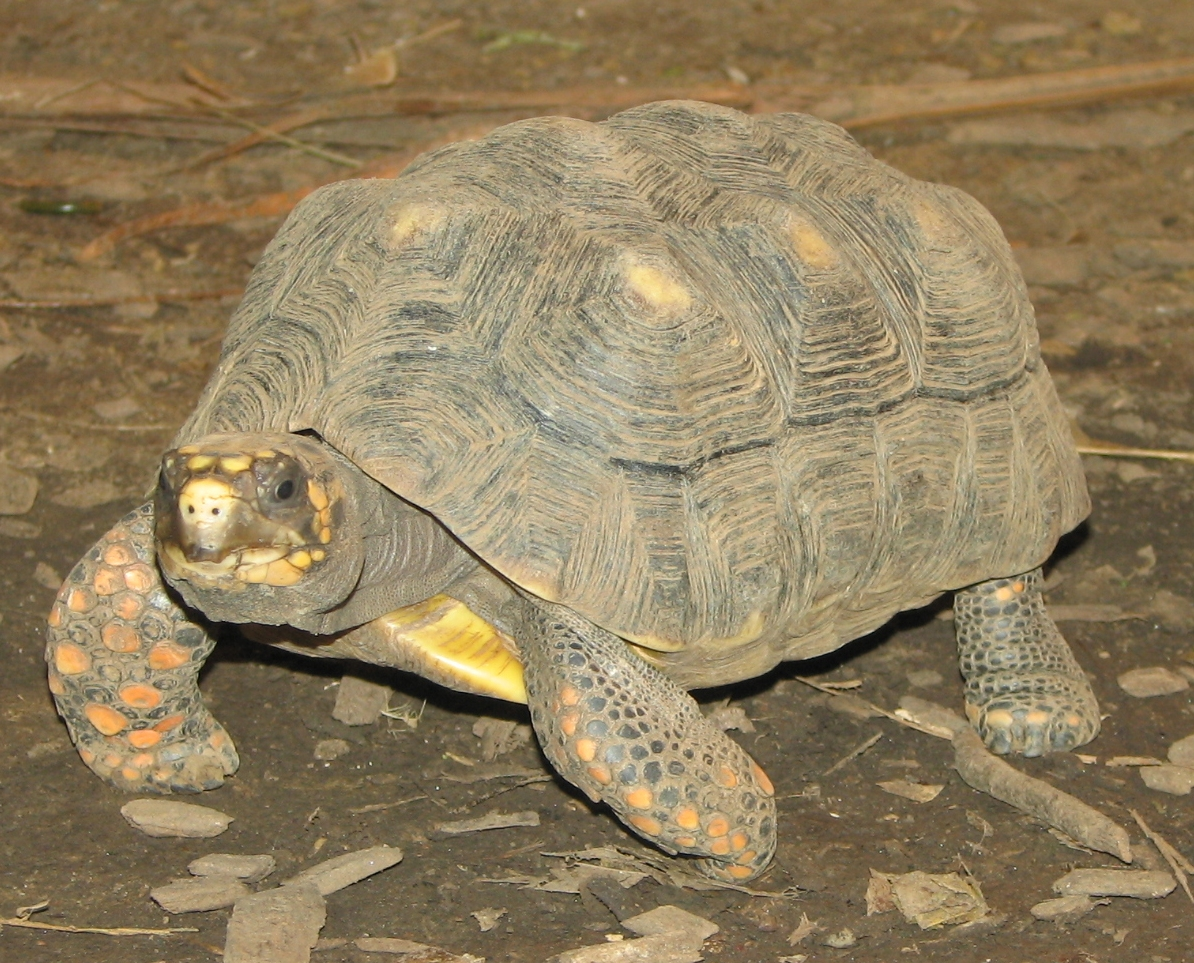
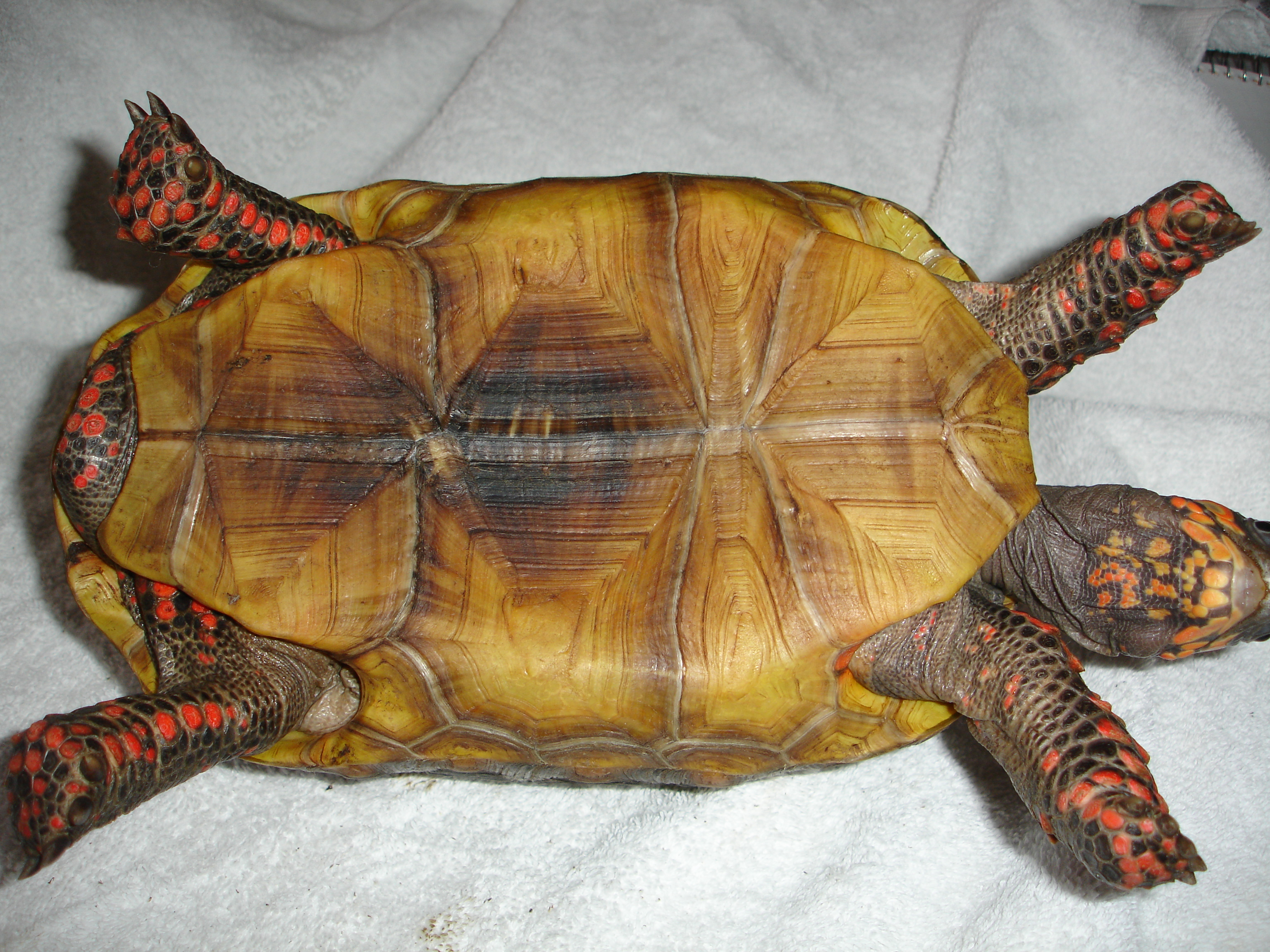
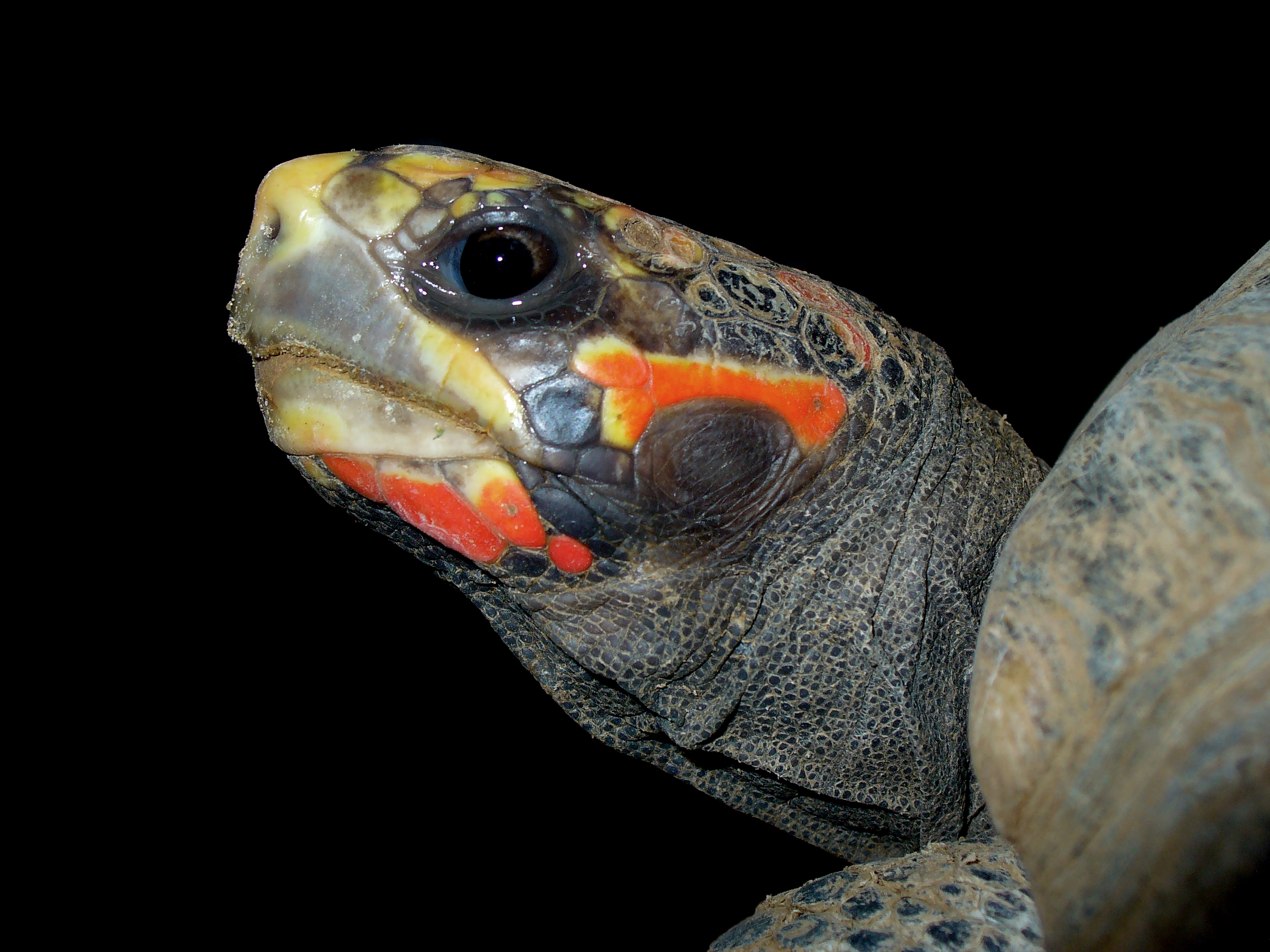